# Nicolaas Tates
Nicolaas Tates (Zaandam, Holanda do Norte, 5 de maio de 1915 — Zaandam, Holanda do Norte, 25 de dezembro de 1990) foi um canoísta holandês especialista em provas de velocidade.

## Carreira
Foi vencedor da medalha de bronze em K-2 1000 m em Berlim 1936, junto com o seu colega de equipa Wim van der Kroft.